# غويلرمو مونيوث
غويلرمو مونيوث (بالإسبانية: Guillermo Muñoz)‏ (20 أكتوبر 1961 بمونتيري في المكسيك - ) هو لاعب كرة قدم مكسيكي في مركز الدفاع. شارك مع منتخب المكسيك لكرة القدم. أما مع النوادي، فقد لعب مع تايجرز أونال وكلوب ليون ونادي مونتيري وReal Sociedad de Zacatecas ‏ ومونتيري لارازا ‏.

## مسيرته الكروية
لعب غويلرمو مونيوث خلال مسيرته الاحترافية مع 3 أندية في اثنا عشر موسمًا وسجل خلالها 4 أهداف ضمن 276 مباراة. حيث فاز في موسمين بالكأس وفي موسم واحد بالدوري.
خاض غويلرمو مونيوث مسيرته مع نادي مونتيري في موسم 1984–85 ليلعب معه تسعة مواسم، مشاركًا في 230 مباراة سجل خلالها 3 أهداف. ثم انتقل إلى نادي كلوب ليون في موسم 1993–94 ولمدة موسمين، حيث شارك في 41 مباراة سجل خلالها هدفًا واحدًا. لينتقل بعدها إلى نادي تايجرز أونال في موسم 1995–96 لمدة موسم واحد، مشاركًا في 5 مباريات ولم يسجل أي هدف.

## وصلات خارجية
- غويلرمو مونيوث على موقع الاتحاد الدولي (مؤرشف)  (الإنجليزية)
- غويلرمو مونيوث على موقع قاعدة بيانات كرة القدم.إي يو (الإنجليزية)
- غويلرمو مونيوث على موقع ناشيونال فوتبول تيمز (الإنجليزية)